# 合奏 (テル・ブルッヘンの絵画)
『合奏』（がっそう、蘭: Het concert、英: The Concert）、または『ロウソクの光の中で合奏する仲間』（ロウソクのひかりのなかでがっそうするなかま、蘭: Musicerend gezelschap bij kaarslicht、英: Music-Making Company by Candlelight）は、17世紀のオランダ絵画黄金時代の画家ヘンドリック・テル・ブルッヘンが1626年ごろ、キャンバス上に油彩で制作した絵画である。国家遺産記念基金、芸術基金などの援助により1983年に購入されて以来、ロンドン・ナショナル・ギャラリーに所蔵されている。

## 作品
17世紀の初頭には、オランダの古いカトリックの都市ユトレヒトから何人もの画家がローマに赴いた。その中で、テル・ブルッヘンは、イタリア・バロック期の巨匠カラヴァッジョの様式をオランダにもたらした最初の重要な画家である。16歳であったテル・ブルッヘンが1604年に故郷のユトレヒトを発ってローマに到着した時、カラヴァッジョは名声の絶頂期にあった。テル・ブルッヘンがカラヴァッジョに出会ったかどうかはわからないが、カラヴァッジョや彼に感化されたほかの多くの画家たちのの絵画を見たことは確実である。

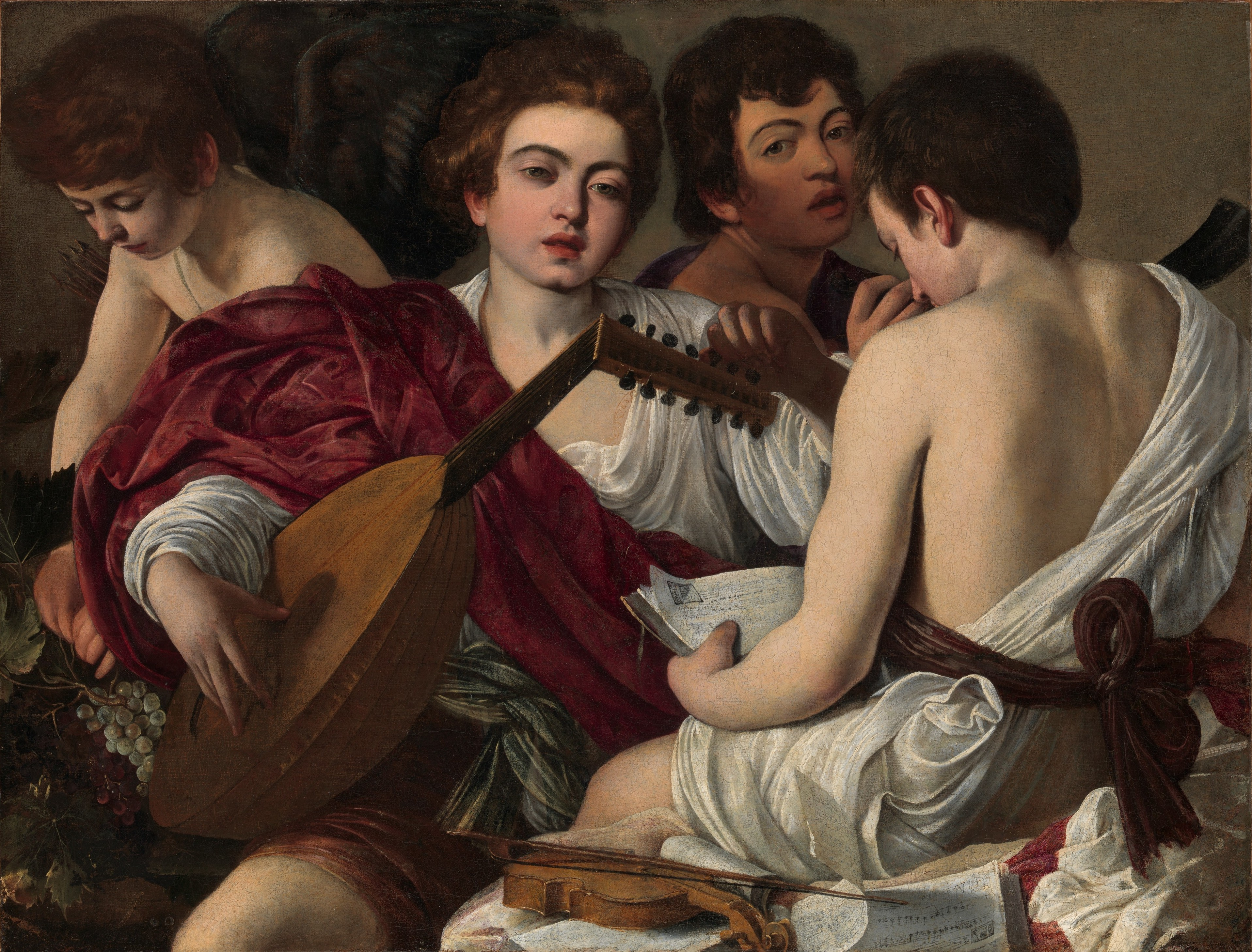
『奏楽者たち』(1595年ごろ)、メトロポリタン美術館、ニューヨーク

テル・ブルッヘンは、短い画業の間に主に宗教的主題の作品に加え、音楽を奏でたり酒を飲んだりしている人々を主題とする風俗画を描いた。その多くは本作のように劇的な光の効果や画面を満たす半身の人物像を表したものであり、カラヴァッジョの影響を示している。さらに、本作の前景に描かれているブドウの描写に見られるリアリズムもカラヴァッジョに負うものである。ブドウは画面に奥行きと遠近感を与えているだけでなく、その輝きと透明性はほとんど触覚的ですらある。
テル・ブルッヘンは自分自身の様式も発展させた。カラヴァッジョの絵画では通常、光源は画面外にあるが、テル・ブルッヘンの本作は画面内に2つの光源を置いている。前景のロウソクが画面の大半を照らす一方、上部中央右寄りの小さな炎が背後の壁にゆらめく影を投げかけている。一方、人物の顔立の輪郭は柔らかく、色彩は微妙で、そうしたテル・ブルッヘンの特徴はカラヴァッジョのより鋭角的な輪郭とは対照的である。

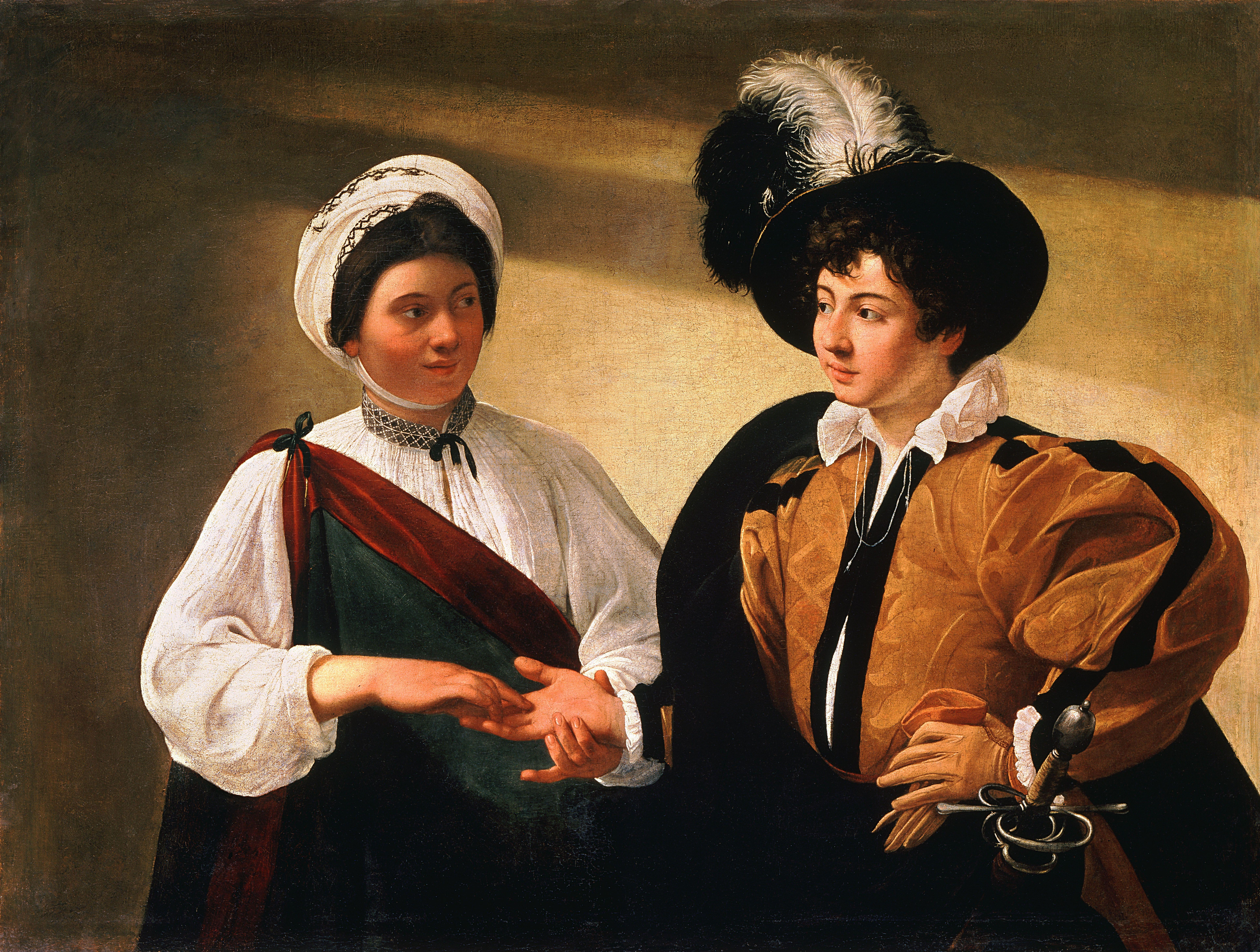
カラヴァッジョ『女占い師』(1595-1598年ごろ)、ルーヴル美術館、パリ

音楽の集いはオランダの家庭生活を特徴づけるものであり、居酒屋や娼家の呼び物でもあった。しかし、本作の合奏は実際の場面のようには見えない。歌っている少年は、壁の灯火に照らされた歌集を見つめながら片手で拍子をとっている。一方、フルート奏者の男とリュート奏者の女は、少年を見ずに鑑賞者の方に向き直っている。2人の身なりは異国風であり、女はカラヴァッジョが描くジプシーの占い師の衣装を身に着け、男はやはりカラヴァッジョの絵画に登場する伊達男たちを想起させる。飲む、打つ、買う、そしてローマの通りや広場で刃傷沙汰に及ぶような連中である。しかし、男のつばに切れのある帽子は、17世紀ではなく前世紀の兵士や伊達男を描いた版画 (ブルゴーニュ宮廷やネーデルラントの黄金時代を偲ばせるもの) に由来する。また、男女2人が奏している楽器は、どちらも詩や演劇において、ロマンティックな羊飼いの男女が登場する虚構の世界と結びつけられているものである。
ちなみに、画面内の楽器の選定には意味があり、ここには音楽のヒエラルキーが描かれているのかもしれない。17世紀には歌手は最も地位が上であった。リュートのような弦楽器は楽器の中で最も尊ばれた一方、フルートは最下位のランクであった。そうした音楽のヒエラルキーをまとめて描くことで、テル・ブルッヘンは、本作が奏楽者たちの肖像であると同時に、音楽そのものに関する作品であることを強調しているように思われる。